# Milan Smiljanić
Milan 'Lola' Smiljanić (født 19. november 1986 i Kalmar, Sverige) er en svenskfødt serbisk fodboldspiller, der spiller som midtbanespiller hos Hapoel Ashkelon i Israel. Han har tidligere spillet for blandt andet FK Partizan, Sporting Gijón og Espanyol.

## Landshold
Smiljanić nåede i sin tid som landsholdsspiller (2007-2008) at spille seks kampe og score ét mål for Serbiens landshold, som han debuterede for den 22. august 2007 i en EM-kvalifikationskamp mod Belgien. Han var en del af den serbiske trup til OL i Kina 2008.